# St. Raphael (Frankfurt am Main)

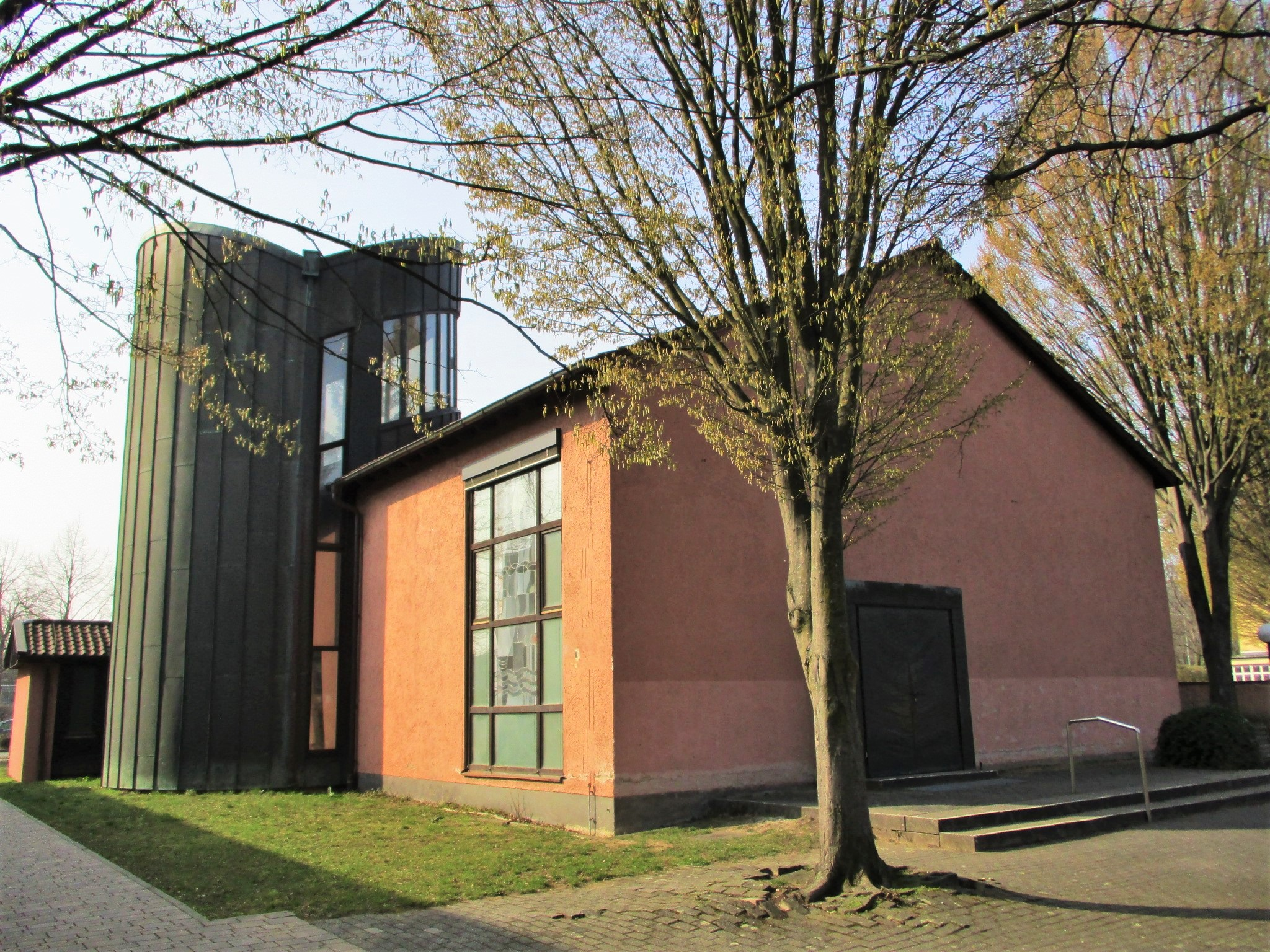
Kirche St. Raphael

St. Raphael ist eine ehemalige römisch-katholische Kirche im Frankfurter Stadtteil Bockenheim.

## Baugeschichte

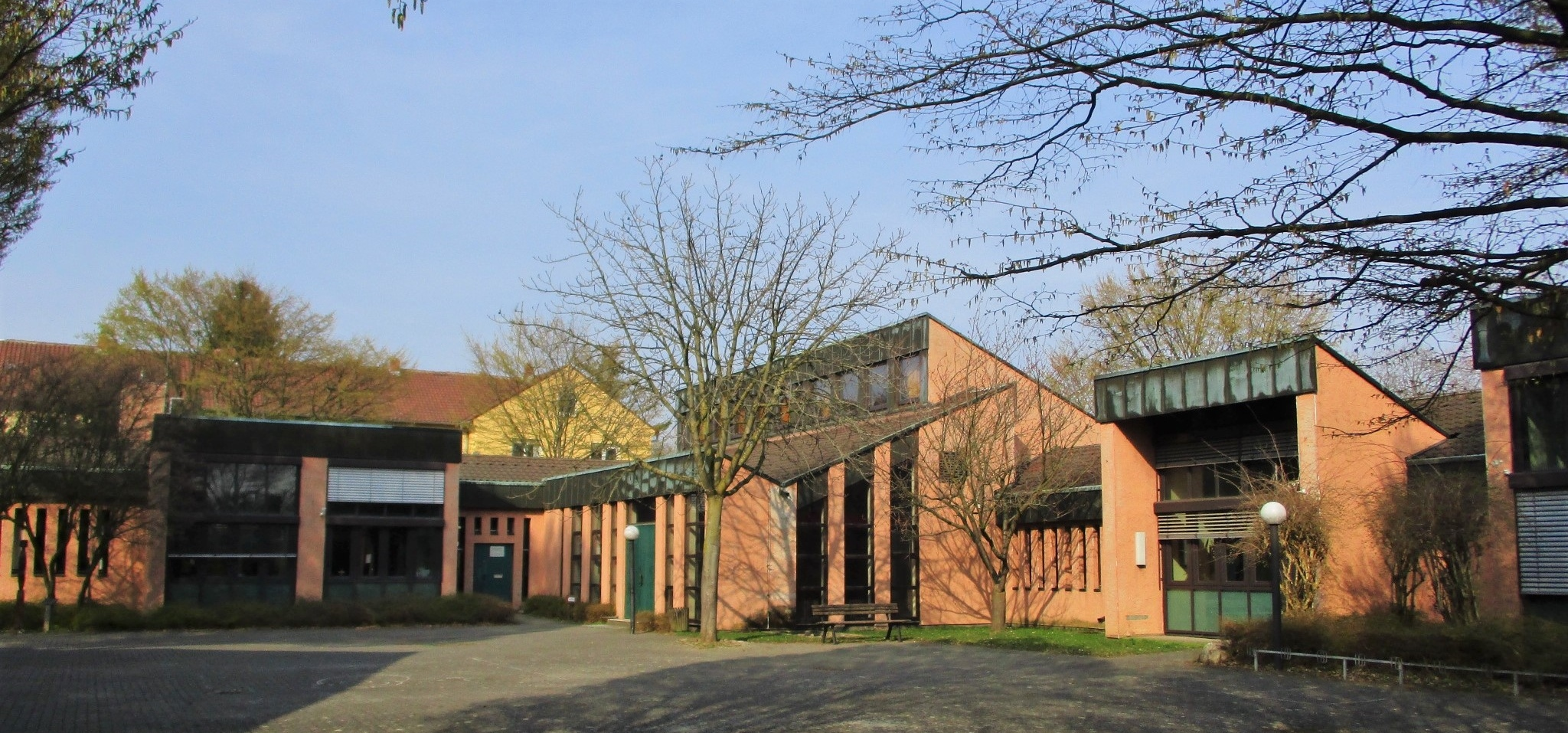
Gemeindehaus

Die an der Ludwig-Landmann-Straße (Industriehof) gelegene Kirche wurde 1959 nach dem Entwurf des Architekten Hans Busch fertiggestellt. 1979 erfolgte eine weitreichende liturgische Neuordnung und bauliche Erweiterung der Kirche.
Im Mai 2020 wurde in der Presse angekündigt, den Kirchenbau im Juli 2020 zu entwidmen. Am 5. Juli 2020 wurde die Kirche durch den Limburger Bischof Georg Bätzing für profan erklärt. An ihrer Stelle sollte danach bis 2023 ein katholisches Gymnasium in privater Trägerschaft entstehen. Die Pläne sahen einen Neubau für 800 Schüler vor, in den Teile der früheren Kirche integriert werden sollten. Nachdem die als Bauträger vorgesehenen Malteser Werke im Sommer 2022 absprangen und die Finanzierung nicht gesichert war, ist die Realisierung auf unabsehbare Zeit gescheitert.
Im Frühjahr 2023 wurde gemeldet, dass das Areal ab 2025 als Ausweichquartier für die Hausener Grundschule Kerschensteinerschule genutzt werden solle, während diese renoviert wird. Derweil sucht das Bistum weiter nach einem Träger für das geplante Gymnasium.

## Orgel
Die 1988 von Hugo Mayer Orgelbau gefertigte Orgel der Kirche St. Raphael wurde anlässlich der Generalsanierung der Frauenfriedenskirche dorthin umgesetzt, wo sie seit 2020 als Chororgel dient.